# Anjonska adiciona polimerizacija

anjonska polimerizacija: jonska polimerizacija u kojoj su nosači kinetičkog lanca anjoni.

U hemiji polimera, anjonska adiciona polimerizacija je oblik polimerizacije lančanog rasta ili adicione polimerizacije koja uključuje polimerizaciju monomera započetu anjonima. Tip reakcije ima mnogo manifestacija, ali se tradicionalno koriste vinil monomeri. Često anjonska polimerizacija uključuje žive polimerizacije, što omogućava kontrolu strukture i sastava.

## Istorija
Još 1936. godine Karl Zigler je predložio da se anjonska polimerizacija stirena i butadiena uzastopnim dodavanjem monomera inicijatoru alkil litijuma odvija bez prenosa ili prekida lanca. Dvadeset godina kasnije, Majkl Švarc i saradnici su demonstrirali živu polimerizaciju. U jednom od revolucionarnih događaja u oblasti nauke o polimerima, Švarc je razjasnio da se prenos elektrona dešava iz radikalnih anjona natrijum naftalena u stiren. Rezultat je formiranje organonatrijumske vrste, koja je brzo dodaje stiren da bi se formirao „živi polimer sa dva kraja“. Važan aspekt Švarcovog rada je da je koristio aprotični rastvarač tetrahidrofuran. Budući da je bio fizički hemičar, Švarc je u znatnoj meri razjasnio kinetiku i termodinamiku procesa. U isto vreme, on je istraživao odnos svojstava strukture različitih jonskih parova i jona radikala koji su obuhvaćeni. Ovaj rad je pružio temelje za sintezu polimera sa poboljšanom kontrolom molekulske težine, distribucije molekulske težine i arhitekture.
Upotreba alkalnih metala za iniciranje polimerizacije 1,3-diena dovela je do otkrića cis-1,4-poliizoprena od strane Stejvlija i saradnika u kompaniji Firestone Tire and Rubber. Ovo je izazvalo razvoj komercijalnih procesa anjonske polimerizacije koji koriste inicijatore alkillitijuma.
Roderik Kvirk je 2019. osvojio medalju Čarlsa Gudjera kao priznanje za njegov doprinos tehnologiji anjonske polimerizacije. On se upoznao sa ovom temom dok je radio u Filips Petroleum laboratoriji sa Henrijem Hsijem.

## Karakteristike monomera
Dve široke klase monomera su podložne anjonskoj polimerizaciji.
Vinil monomeri imaju formulu CH2=CHR, a najvažniji su stiren (R= C6H5), butadien (CH=CH2), i izopren (R = C(Me)=CH2). Druga glavna klasa monomera su akrilatni estri, kao što su akrilonitril, metakrilat, cijanoakrilat i akrolein. Ostali vinil monomeri uključuju vinilpiridin, vinil sulfon, vinil sulfoksid, vinil silan.

### Ciklični monomeri
Mnoga ciklična jedinjenja su podložna polimerizaciji otvaranja prstena. Epoksidi, ciklični trisiloksani, neki laktoni, laktidi, ciklični karbonati i N-karboksianhidridi aminokiselina.
Da bi došlo do polimerizacije sa vinil monomerima, supstituenti na dvostrukoj vezi moraju biti u stanju da stabilizuju negativno naelektrisanje. Do stabilizacije dolazi kroz delokalizaciju negativnog naelektrisanja. Zbog prirode centra za propagaciju karbanjona, supstituenti koji reaguju sa bazama ili nukleofilima ili ne smeju biti prisutni ili moraju biti zaštićeni.

## Literatura
- Cowie, J.; Arrighi,V. Polymers: Chemistry and Physics of Modern Materials; CRC Press: Boca Raton, FL, 2008.
- Hadjichristidis, N.; Iatrou, H.; P.; Mays, J. (2006). „Macromolecular architectures by living and controlled/living polymerizations”. Prog. Polym. Sci. 31 (12): 1068—1132. doi:10.1016/j.progpolymsci.2006.07.002.
- Efstratiadis, V.; Tselikas, Y.; N.; W.; J.; Mays (1994). „Synthesis and characterization of poly(methyl methacrylate) star polymers”. Polym Int. 4 (2): 171—179. doi:10.1002/pi.1994.210330208.
- Rempp, P.; Franta, E.; J. (1998). „Macromolecular Engineering by Anionic Methods”. Polysiloxane Copolymers/Anionic Polymerization. Advances in Polymer Science. 4. стр. 145—173. ISBN 978-3-540-18506-2. S2CID 92176703. doi:10.1007/BFb0025276.
- Bellas, Vasilios; Rehahn, Matthias (2. 7. 2007). „Universal Methodology for Block Copolymer Synthesis”. Macromolecular Rapid Communications. 28 (13): 1415—1421. S2CID 96556942. doi:10.1002/marc.200700127.
- Nikos Hadjichristidis; Akira Hirao, ур. (2015). Anionic Polymerization Principles, Practice, Strength, Consequences and Applications. Springer. ISBN 978-4-431-54186-8.